# Keanu Baccus
Keanu Kole Baccus (ur. 7 czerwca 1998 w Durbanie) – australijski piłkarz południowoafrykańskiego pochodzenia występujący na pozycji pomocnika w szkockim klubie St. Mirren oraz w reprezentacji Australii. Wychowanek Western Sydney Wanderers.